# Казуарина хвощеподібна

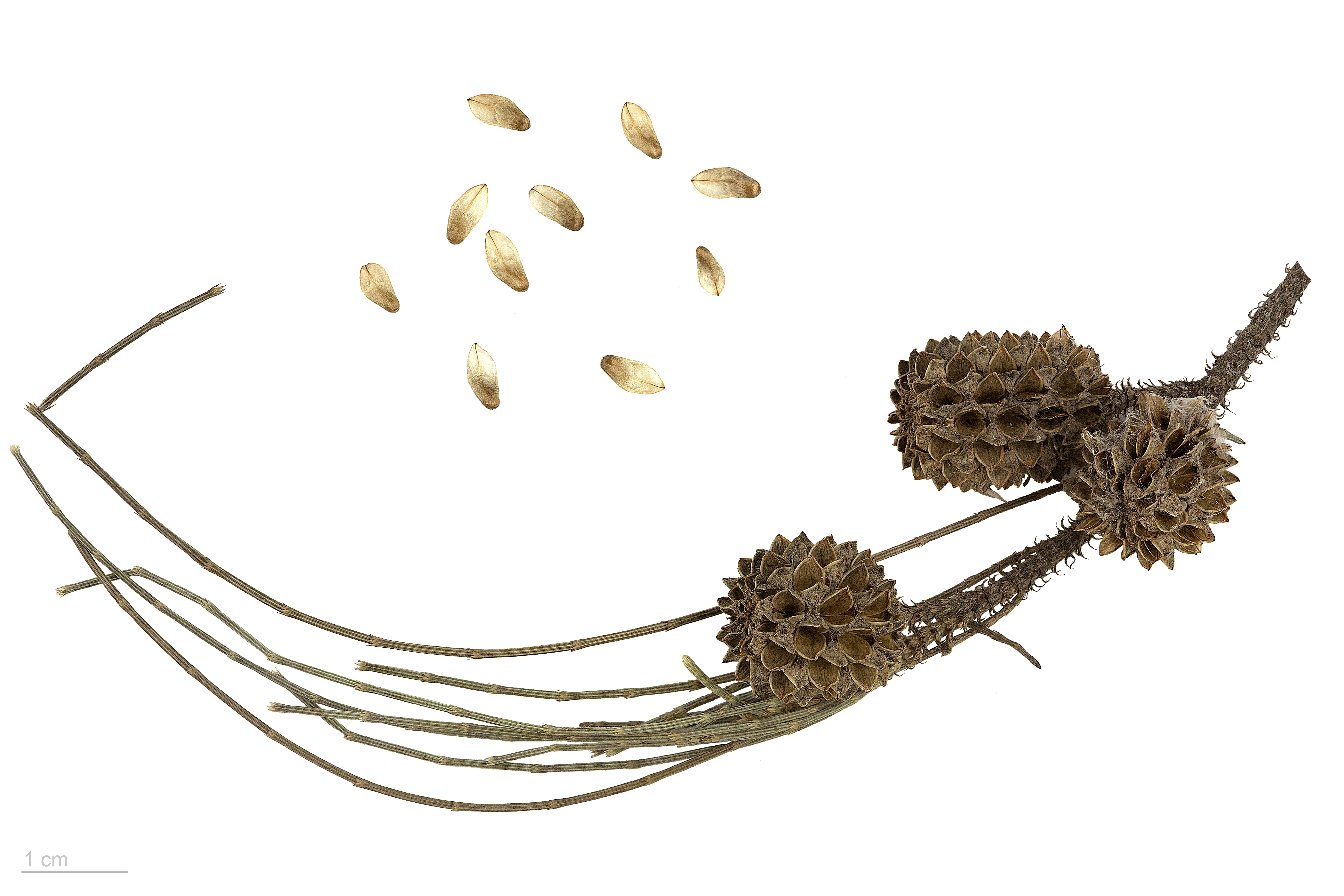
Casuarina equisetifolia - Тулузький музей

Казуарина хвощеподібна, казуарина хвощолиста (Casuarina equisetifolia) — вид дерев з роду казуарина родини казуаринові.

## Назва
Відома також під назвою австралійська сосна (англ. Australian Pine).

## Ботанічний опис
Вічнозелене струнке дерево висотою до 35 м, з пірамідальною, розкидистою, злегка безладною темно-зеленою кроною, при першому погляді на неї нагадує сосну або секвою. Прямий міцний стовбур покритий світло-коричневою, гладкою, згодом зморшкуватою і більш-менш волокнистою корою. Молоді зелені гілочки, що насаджені один на одного, як у хвоща, здатні фотосинтезувати. Вони утворюють членики, що поступово коротшають до кінця гілочки. Трикутні, загострені, білуваті листки довжиною близько міліметра на кінці кожного членика утворюють правильні мутовки. Опале гілля притлумлює ріст інших рослин під деревом.
Дрібні непоказні квітки рослини зібрані у колосоподібні суцвіття і запилюються вітром. У кожного з чоловічих квітів на верхівках колосків з листових мутовок, які в цьому випадку виконують роль приквітки, висовується одна тичинка. Жіночі квіти мають довгі пурпурові рильця. Вони розташовуються так само, але їх мутовки так зближені і ущільнені, що утворюють маленькі круглі потрійні шишки не ширше одного сантиметра. Плід, при дозріванні коричневий, — потрійна шишка, тобто складається з маленьких «коробочок» з здерев'янілих шкаралупок (за походженням це приквітки), які розкриваються по поздовжній лінії на дві стулки, звільняючи околоплодник, де знаходиться насіння.
На корінні казуарини, як і вільхи, поселяються актинобактерії франкія (Frankia), що здатні акумулювати азот з повітря.

## Поширення та середовище існування
Росте на піщаному ґрунті морських узбереж.  Батьківщина — від Індонезії до Південно-Східної Австралії. 

## Застосування
На узбережжі своїх рідних країн казуарину висаджують першою для освоєння землі, крім того, вона захищає від вітру, а через декоративний зовнішній вигляд казуарини в країнах з помірно теплим кліматом висаджують в міських парках. 
Червонувата деревина добре горить і дає багато тепла, тому з неї виходять чудові дрова.
Casuarina equisetifolia традиційно використовується для формування бонсай.

## Галерея

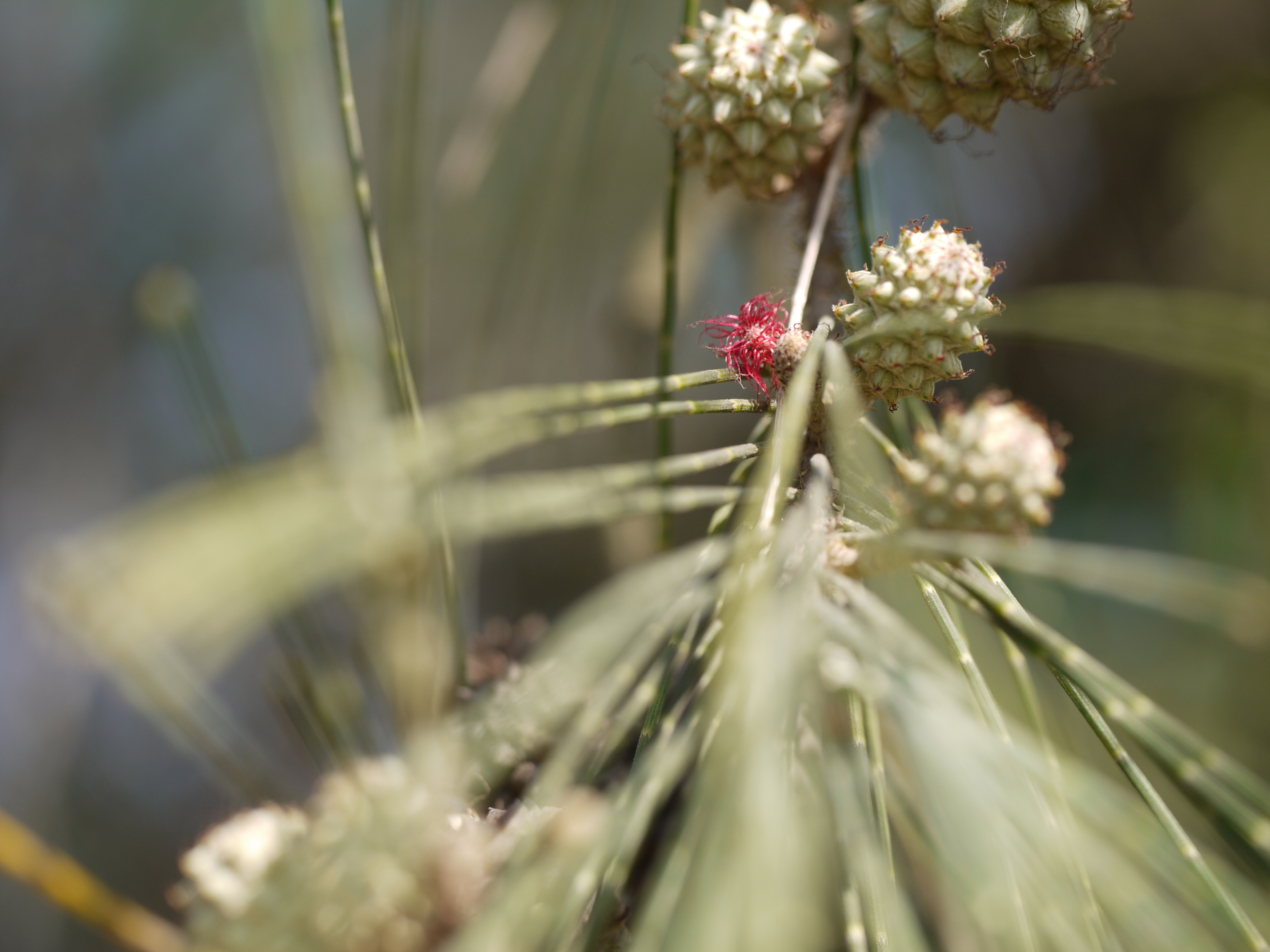
Жіночі квіти і незрілі шишки
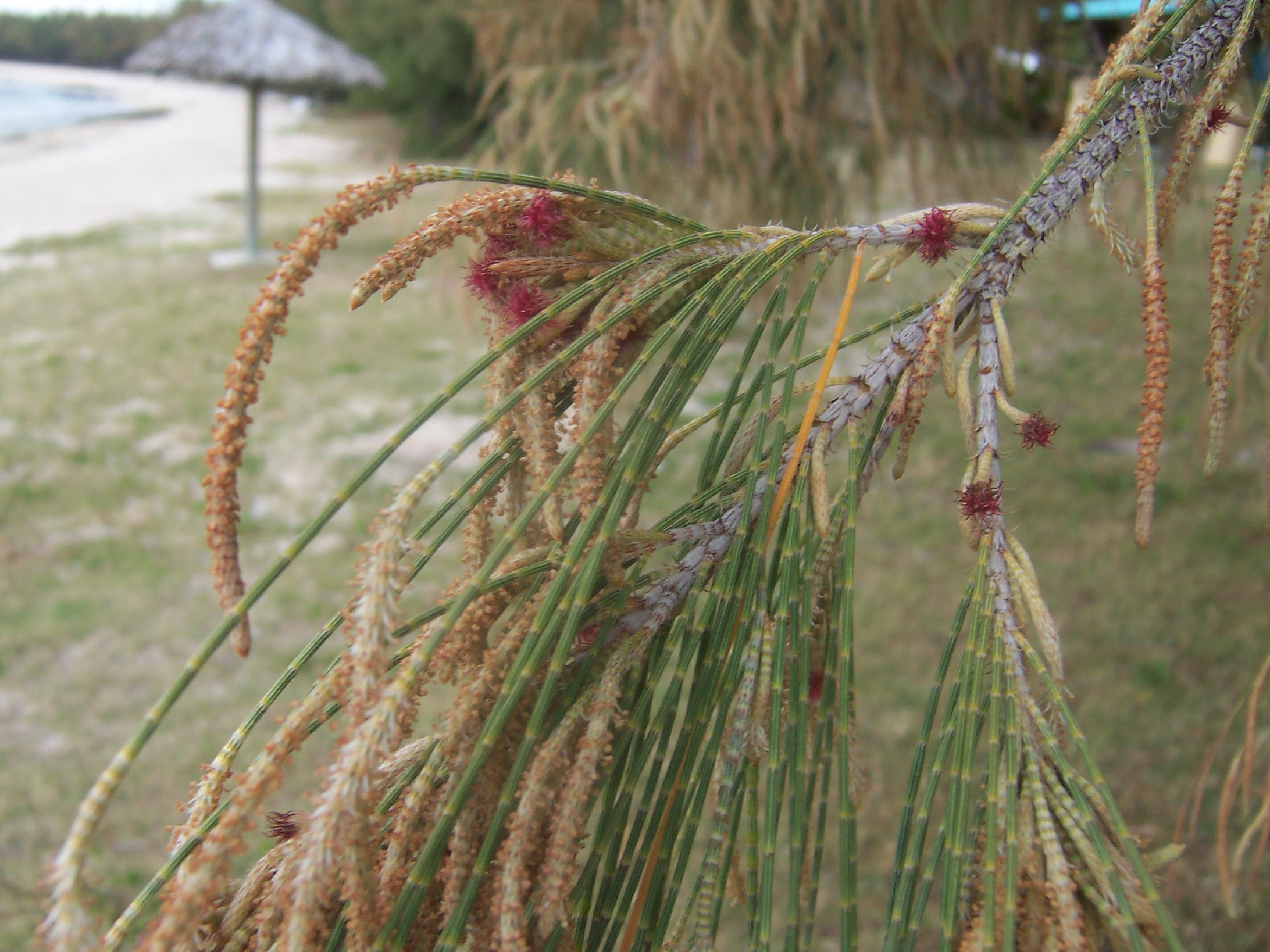
Чоловічі і жіночі квіти
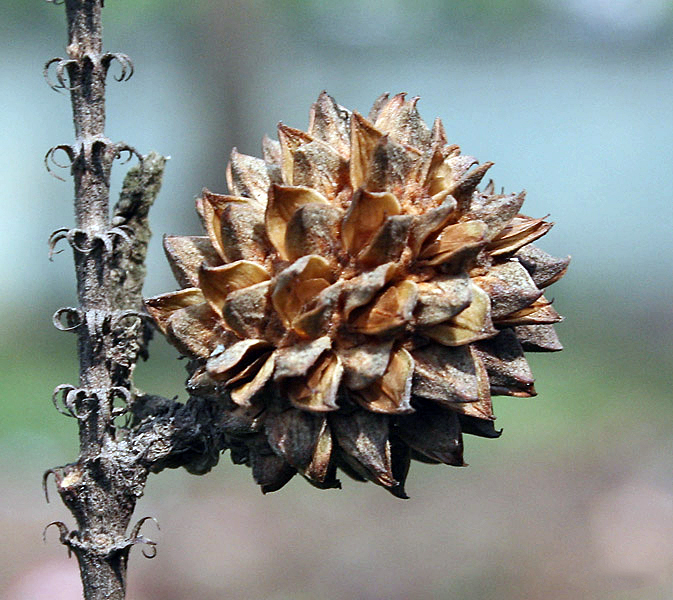
Шишка
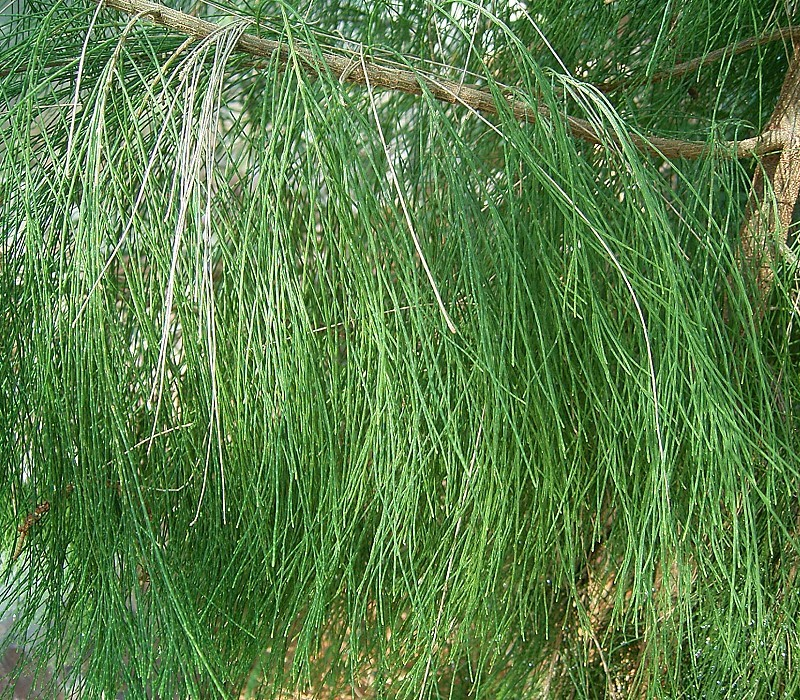
Хвощеподібні гілки
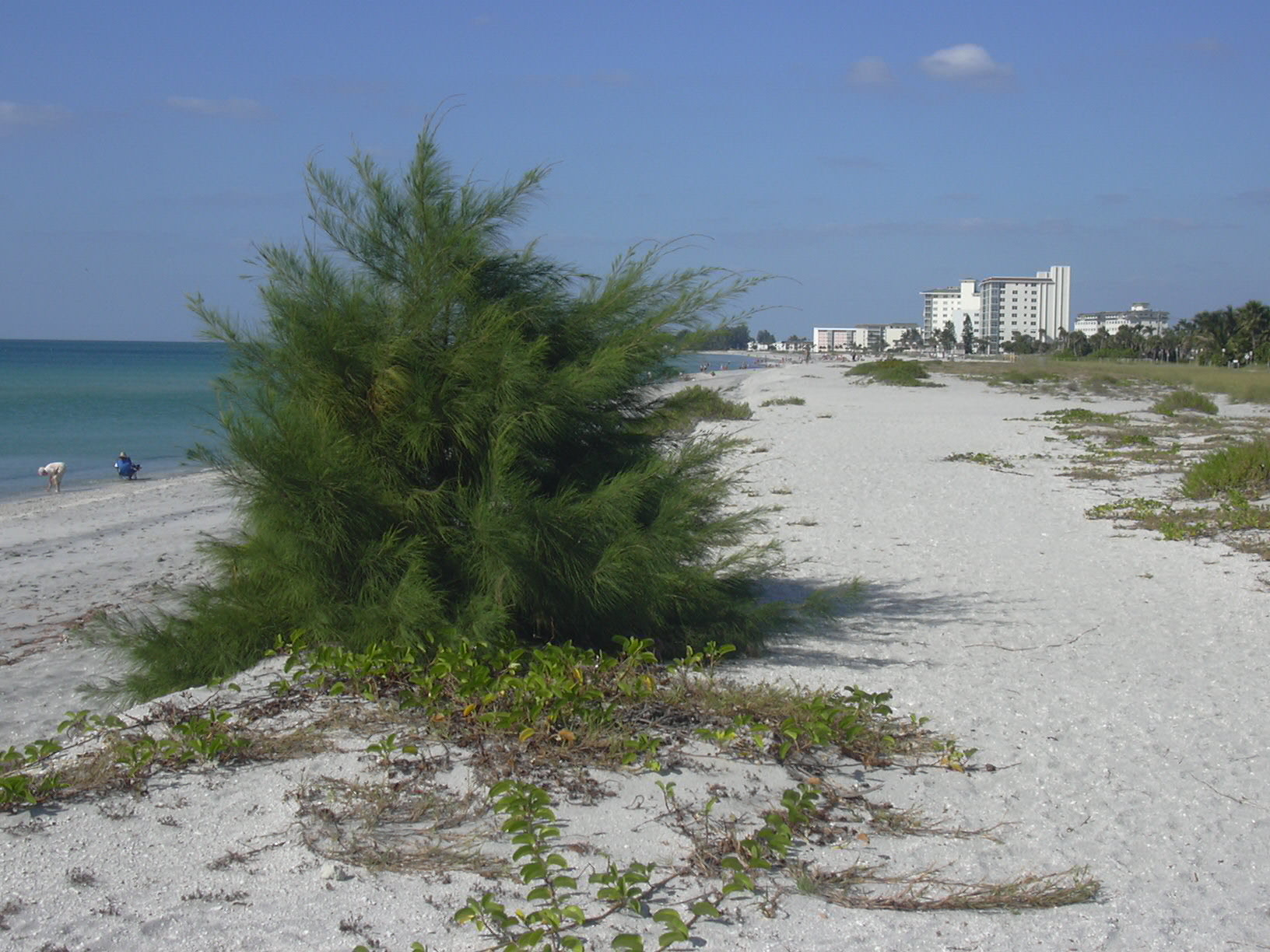
Молода рослина на пляжі у Флориді
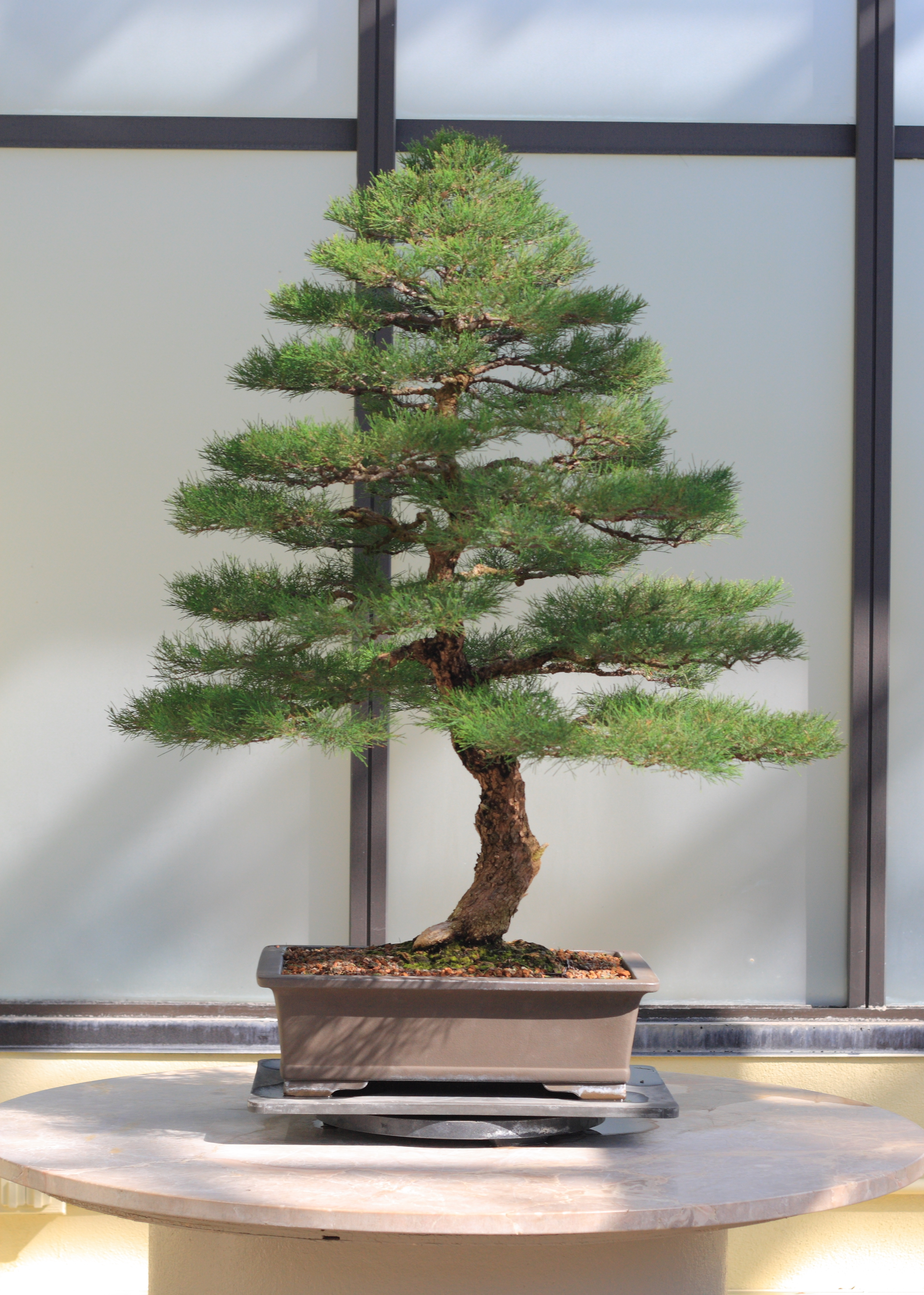
Бонсай